# Гуляренко, Анна Юрьевна
Анна Юрьевна Гуляре́нко (род. 11 июня 1958, Ленинград) — советская и российская актриса театра и кино, театральный педагог. Заслуженная артистка Российской Федерации (2000).

## Биография
Родилась 11 июня 1958 года в Ленинграде. В 1976 году переехала в Москву и поступила в ГИТИС на курс Олега Табакова.
После его окончания, в 1980 году стала актрисой Московского драматического театра имени Н. В. Гоголя (в 2012—2022 годах — Гоголь-центр).
Играет в спектаклях Центра драматургии и режиссуры.
Также сотрудничала с Московским театром Олега Табакова, «Другим Театром» и с Московской драматической труппой «Блуждающие звёзды».
Работала преподавателем актёрского мастерства в Московской театральной школе Олега Табакова со дня её основания по 2023 год. Режиссёр учебных спектаклей «Дети Солнца», «Пролетарская мельница счастья», «Прошлым летом в Чулимске», «Фантазии Фарятьева».
В 2015 году была членом жюри детского театрального фестиваля «Я не один».
С 1969 года снимается в кино. Играла главные роли в фильмах «Размах крыльев», «Женский день», «Далеко-далече» и других. Всего сыграла в более чем 140 фильмах и телесериалах.
После смерти подруги и однокурсницы Елены Майоровой, в 1998 году Гуляренко озвучила её персонажей в сериалах «На ножах» и «Чеховские рассказы. Тина».
Киновед Марк Зак так писал о её роли в короткометражном фильме «Попутчики инжира», получивший диплом «Кинотавра»: «Поразительна в своей внешней сдержанности и внутренней эмоциональности Анна Гуляренко. В эти десять минут она сыграла не только частную судьбу славной женщины, вполне цивилизованной, как говорили после предыдущей революции — „из бывших“, а нынче — челночницы, таскающей в поездах маленького сына, которого, наверное, просто не с кем оставить, и вынужденной отдаваться проводнику, чтобы попасть со своим грузом инжира в поезд, не без нажима и надрыва, сыграла целый пласт эпохи. А, кроме того, все знают, как тяжело играть истерику. Не многим это удавалось. Гуляренко это проделала потрясающе».
В 2017 году сыграла мать Маши в фильме «Нелюбовь». По мнению редактора «Литературной газеты» Александра Кондрашова, «Гуляренко отлично справилась со своей ролью — очень узнаваемая, трогательная русская тётка».
С 2020 года играет одну из главных ролей в сериале «Училки в законе».

## Личная жизнь
С 1990 года замужем за Александром Андриенко, Заслуженным артистом России, актёром Московского академического театра имени Владимира Маяковского.

## Фильмография

### Актриса
- 1969 — Берег юности
- 1975 — Полковник в отставке — Кат
- 1979 — Несколько дней из жизни И. И. Обломова — эпизод
- 1981 — Родня — провожающая
- 1982 — Женские радости и печали — Настя
- 1986 — Звездочёт — работник телевидения ГДР
- 1986 — Размах крыльев — Людмила, старшая бортпроводница
- 1988 — Ожог — «Дуська», Евдокия Станиславовна
- 1990 — Далеко-далече — Ксения, дочь Степана Васильевича
- 1990 — Женский день — Галина
- 1991 — Трамвай «Аннушка» (фильм-спектакль) — Вера Сумарокова, Нонна
- 1999 — Будем знакомы! — эпизод
- 1999 — Поворот ключа — Надежда Бельцер
- 1999—2003 — Простые истины — мама Лиды Ивановой
- 2000 — Я Вам больше не верю — мама Сони
- 2001 — Воровка — Елена Степановна
- 2001 — Самозванцы — Ирина Семёновна, врач
- 2001 — Семейные тайны — эпизод
- 2002 — Линия защиты — Кира
- 2002 — Следствие ведут ЗнаТоКи. Десять лет спустя — Марголина
- 2003 — Next 3 — малярша
- 2003 — Верная жена (фильм-спектакль) — Марта Калвер
- 2003 — Вечерний звон — Мария, тётка Шурки
- 2003 — Другая женщина, другой мужчина — фельдшер
- 2003 — Запомните, меня зовут Рогозин! — Рогозина
- 2003 — Москва. Центральный округ — Регина
- 2003 — Подсобное хозяйство (короткометражный)
- 2003 — Попутчики инжира (короткометражный)
- 2004 — Бальзаковский возраст, или Все мужики сво…-2 — эпизод
- 2004 — Дети Арбата — военврач
- 2004 — На Верхней Масловке — мать Пети
- 2004 — Тариф на любовь — Ольга Сергеевна
- 2004 — Удалённый доступ — Катя
- 2004 — Формула — Зинаида Николаевна Ремизова
- 2005 — Атаман — женщина на вокзале
- 2005 — Гадюшонок (короткометражный) — продавец змей
- 2005 — Клоунов не убивают — Ольга
- 2006 — Аэропорт-2 — Марго
- 2006 — Внук космонавта — Алла Ивановна, директор школы
- 2006 — Костяника. Время лета — Зоя Петровна, мать Кости
- 2006 — Любовники — медсестра
- 2006 — Под Большой медведицей — эпизод
- 2006 — Угон — Светлана Фёдоровна Ищук
- 2007 — Адвокат-3 — Валентина, продавщица
- 2007 — Взрослая жизнь девчонки Полины Субботиной — Борисенко
- 2007 — День гнева — портье в гостинице
- 2007 — Личная жизнь доктора Селивановой — Людмила Борисовна Ковалева, коммерческий директор
- 2007 — Морская душа — Евгения Егорова
- 2007 — УГРО. Простые парни-1 — Полина Михайловна
- 2008 — Автобус — Зоя, бывшая жена Валерия
- 2008 — Добрая подружка для всех — тётя Таня, соседка
- 2008 — И всё-таки я люблю... — Галина Правда
- 2008 — Москва. Голоса ускользающих истин
- 2008 — Победитель — секретарь Игоря
- 2008 — Поцелуй не для прессы — Наташа
- 2008 — Сыщики районного масштаба-2 — Матильда Жановна, тёща Савушкина
- 2008 — Я — телохранитель — Ольга Фадеевна Ляшенко
- 2009 — Выхожу тебя искать — Варвара Николаевна
- 2009 — И была война — мама Коли Охватова
- 2009 — Иван Грозный — Соломония, жена Василия III
- 2009 — Огни большого города — тётя Шура
- 2009 — Одна семья — декан театрального института
- 2009 — Поп — Тимофеева
- 2009 — Предлагаемые обстоятельства — Тамара
- 2009 — Спецкор отдела расследований — Супрунова
- 2009 — Участковая — Анна Ивановна, директор приюта
- 2010 — Голоса — администратор гостиницы
- 2010 — Дом образцового содержания — Галина Голубенко, мать Алика
- 2010 — Мой грех — Рая, домработница
- 2010 — Москва. Центральный округ-3 — мама Юли
- 2010 — Небо в огне — Зинаида
- 2010 — Путейцы-2 — Валентина Шпак, помощница ворожеи
- 2010 — Раскрутка — Ольга Петровна
- 2010 — Учитель в законе. Продолжение — Нина, подруга Марины
- 2010 — Шериф — Ксения Яценко, мать Кирилла
- 2011 — Елена — эпизод
- 2011 — А счастье где-то рядом — Вера Николаевна Синичкина
- 2011 — Брат и сестра
- 2011 — Нелюбимый — Лилия Леонидовна, мать Вероники
- 2011 — У каждого своя война — Зоя Алексеевна
- 2011 — Фурцева — тётя Люся
- 2012 — Идеальный брак — Зинаида Петровна, мать Риты
- 2012 — Марьина роща — Светлана Андреевна Шилина
- 2012 — Однажды в Ростове — Лагутина, тётка Зои
- 2012 — Самозванка — Лида, дочь Фаины
- 2012 — Степные дети — тётя Клава, повариха
- 2013 — Земский доктор. Возвращение — Инна Владимировна, заведующая санаторием
- 2013 — Куприн — Ильинична
- 2013 — Кухня (2-й сезон) — Людмила Васильевна
- 2013 — Новая жизнь — Эльвира
- 2013 — Пока живу, люблю — Элеонора Верблюдова, мать Кости
- 2013—2014 — Розыск — Жукова, мать Олега и Антона
- 2013 — Третья мировая — Степанида, колхозница
- 2014 — В бегах — Антонина Игоревна
- 2014 — Москва никогда не спит — Любовь, мать Леры
- 2014 — Сильнее судьбы — «Мамка», надзирательница в тюрьме
- 2015 — Взрослые дочери — Ольга Михайловна Коробейникова
- 2015 — Деньги — Майя Фёдоровна Селиванова, соседка
- 2015 — Последний рубеж — санитарка
- 2015 — Рая знает — Надежда, жена Дмитрия Алексеевича
- 2015 — Сельский учитель — Марфа
- 2015 — Счастье — это… — продавщица
- 2016 — Бывшие — регистратор ЗАГСа
- 2016 — Рай — заключённая французской тюрьмы
- 2016 — Следователь Тихонов — Пименова
- 2016 — Чужая дочь — сотрудница опеки
- 2017 — Кровавая барыня — Наталья
- 2017 — Мама Лора — Вера Степановна Юрасова, повар
- 2017 — Не вместе — Надежда Васильевна
- 2017 — Нелюбовь — мать Маши
- 2017 — Радуга в поднебесье — Зинаида Степановна Калачёва, мать Вадима и Гены
- 2017 — Серебряный бор — Александра
- 2018 — Гармония (короткометражный)
- 2018 — Ненастье — Тамара Ильинична, диспетчер
- 2018 — Света с того света — эпизод
- 2019 — А у нас во дворе…-2 — Наталья Борисовна, мать Филиппа
- 2019 — Любина любовь (короткометражный)
- 2019 — Миленький ты мой — Мона, хозяйка квартиры
- 2020 — Москвы не бывает — Валя, мать Лёхи
- 2020 — Тонкие материи — Зина
- 2020—2022 — Училки в законе — Галина Фёдоровна Уколова, «Галифэ», учитель химии
- 2021 — Последний богатырь: Посланник тьмы — Кикимора
- 2021 — Собор — тётка Марии

### Озвучивание
- 1998 — На ножах — Глафира (роль Елены Майоровой)
- 1998 — Чеховские рассказы. Тина (роль Елены Майоровой)
- 1999 — Горький-18 — Елена Крысюк
- 2002 — Лавина — Люля (роль Ларисы Борушко)
- 2013 — Быстрее, чем кролики — мама Гарика

### Телепередачи
- 1999 — Чтобы помнили. Елена Майорова
- 2005 — Как уходили кумиры. Елена Майорова
- 2008 — Елена Майорова. Последняя весна
- 2011 — Мосгорсмех — Зинаида Андреевна
- 2012 — Тайны советского кино. Родня

## Театральные работы
Московский драматический театр им. Н. В. Гоголя
- «Ночь перед Рождеством» — Солоха
- «Аристофан» — Лампито
- «Бешеные деньги» — Чебоксарова
- «Ксения, любимая жена Федора» — Ксения
- «Утомлённая счастьем»
- «Иванов» — Марфа Егоровна Бабакина
- «Верная жена» — Барбара Фоусит
- «Трамвай „Аннушка“» — Вера Сумарокова, Нонна
- «Отель „Ламбада“» — Исидора[13]
- «Чёрное молоко» — тётя Паша Лавренева
- «Смерть Ван Халлена» — Маша
- «Портрет» — дама, жена Петровича
- «Повар-вор, его жена, близнецы и зеленый любовник»
- «Священные чудовища» — Лиан
- «Легенда о счастье без конца» — Инес
- «Жених в шкафу» — Мадам Дезюбье
- «Оглянись во гневе» — Елена
- «Театральный роман» — Пряхина
- «Петербург» — Варвара
- «Декамерон»
- «Я догоняю лето»
- «А этот выпал из гнезда»
- «Сороковой день» — Зоя
- «Дом» — Раиса
- «Зверь-Машка»
- «Воскресение» —  Аграфена Петровна, Матрена, Бочкова, Софья Васильевна, Старуха

Гоголь-центр
- «Пробуждение весны»[14]
- «Двор»
- «Обыкновенная история» — Мама Саши, Марья Михайловна Любецкая
- «Палачи» — Валентина[15]
- «Русская красавица» — Она, жена, мать[16]

Центр драматургии и режиссуры
- «Старый дом» — Зинаида Семёновна Глебова[17][18]
- «Фабричная девчонка» — Анна Петровна[19]

Московский театр Олега Табакова
- «Обыкновенная история» — Юлия
- «Затоваренная бочкотара» — Серафима
- «На благо Отечества» — Дебби
- «Женитьба» — тётушка
- «Охота жить» — мать Витьки

Другой театр
- «Штирлиц идёт по коридору» — Тетя Фарятьева

Театр Комедии
- «8 любящих женщин» — Шанель
- «Женитьба» — тётушка
- «Собачье сердце» — Дарья Петровна

«Блуждающие звёзды» (Центральный Дом актёра)
- «Листки из сожжённой тетради» — Одержимая, Галина Бениславская[20]
- «Давайте негромко… давайте в полголоса…»
- «Всегда в строю!»
- «Играем Чехова» («Длинный язык»)
- «Листки из сожжённой тетради» — Дама, Анна Снегина
- «Сидели и читали стихи… Вечер был наш…»
- «Говорит Ленинград!»
- «Просто — Нина Агапова!»
- «Когда проходит молодость»
- «Петербург — Ленинград»
- «Песни от Главной!»

## Награды и звания
- Юбилейная медаль имени лётчика-космонавта СССР Ю. А. Гагарина (1986) за большой вклад в пропаганду достижений советской космонавтики
- Медаль «В память 850-летия Москвы» (1997)
- Заслуженная артистка Российской Федерации (2000)[21]
- Премия Правительства Москвы (2008)
- Медаль ордена «За заслуги перед Отечеством» II степени (2011)[22]
- Специальный приз жюри Московского театрального фестиваля «Московская обочина» (2014) за режиссёрско-педагогическую работу с молодыми артистами в спектакле «Дети Солнца»
- Премия Олега Табакова (2015) за создание дипломного спектакля «Дети солнца»[23]
- Премия фестиваля «Виват, театр!» (2016) в категории «Театральные учебные заведения» за постановку спектакля «Прошлым летом в Чулимске»[24]
- Диплом XIV Международного фестиваля-конкурса «Москва — город мира» (2017) за спектакль «Листки из сожжённой тетради»
- Премия «Гвоздь сезона» (2021) за спектакль «Палачи»
- Почётная грамота Общероссийского профессионального союза работников культуры (2024)